# Lorenzo Williams (basket-ball, 1984)
Ne doit pas être confondu avec Lorenzo Williams (basket-ball, 1969).
Lorenzo Williams, né le 8 novembre 1984, à Killeen, au Texas, est un joueur américain de basket-ball. Il évolue au poste de meneur.

## Palmarès
- Champion de Slovaquie 2008
- Champion de Lettonie 2014